# Melanchthonkirche (Berlin-Kreuzberg)

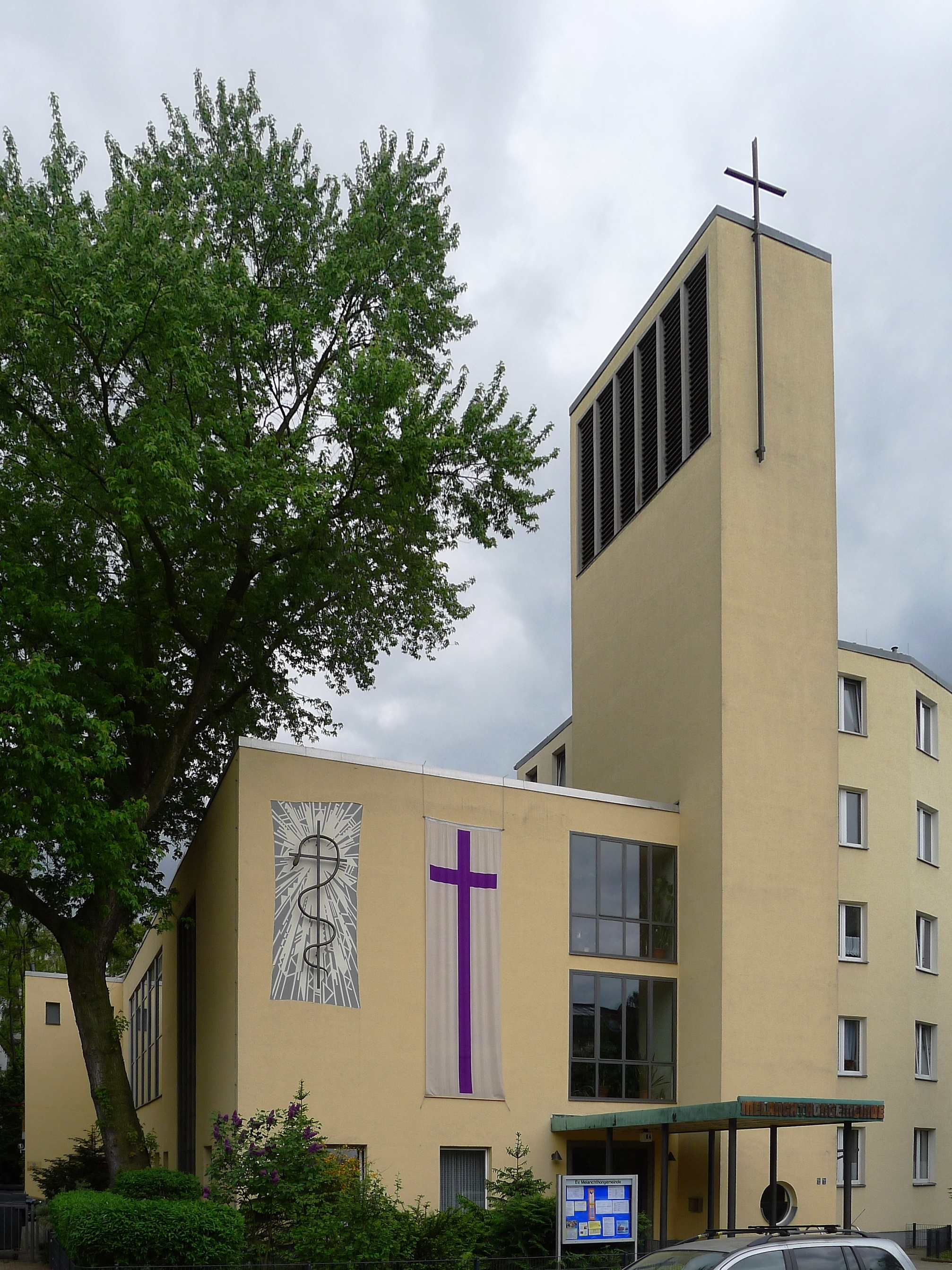
Neue Melanchthonkirche am Planufer

Die evangelische Melanchthonkirche im Kirchenkreis Berlin Stadtmitte, ursprünglich nur als Gemeindehaus gedacht, steht am Planufer 84 im Berliner Ortsteil Kreuzberg des heutigen Bezirks Friedrichshain-Kreuzberg. Sie wurde 1954–1955 nach Plänen von Fritz Buck errichtet und 1973–1974 von Reinhold Barwich erweitert.

## Geschichte

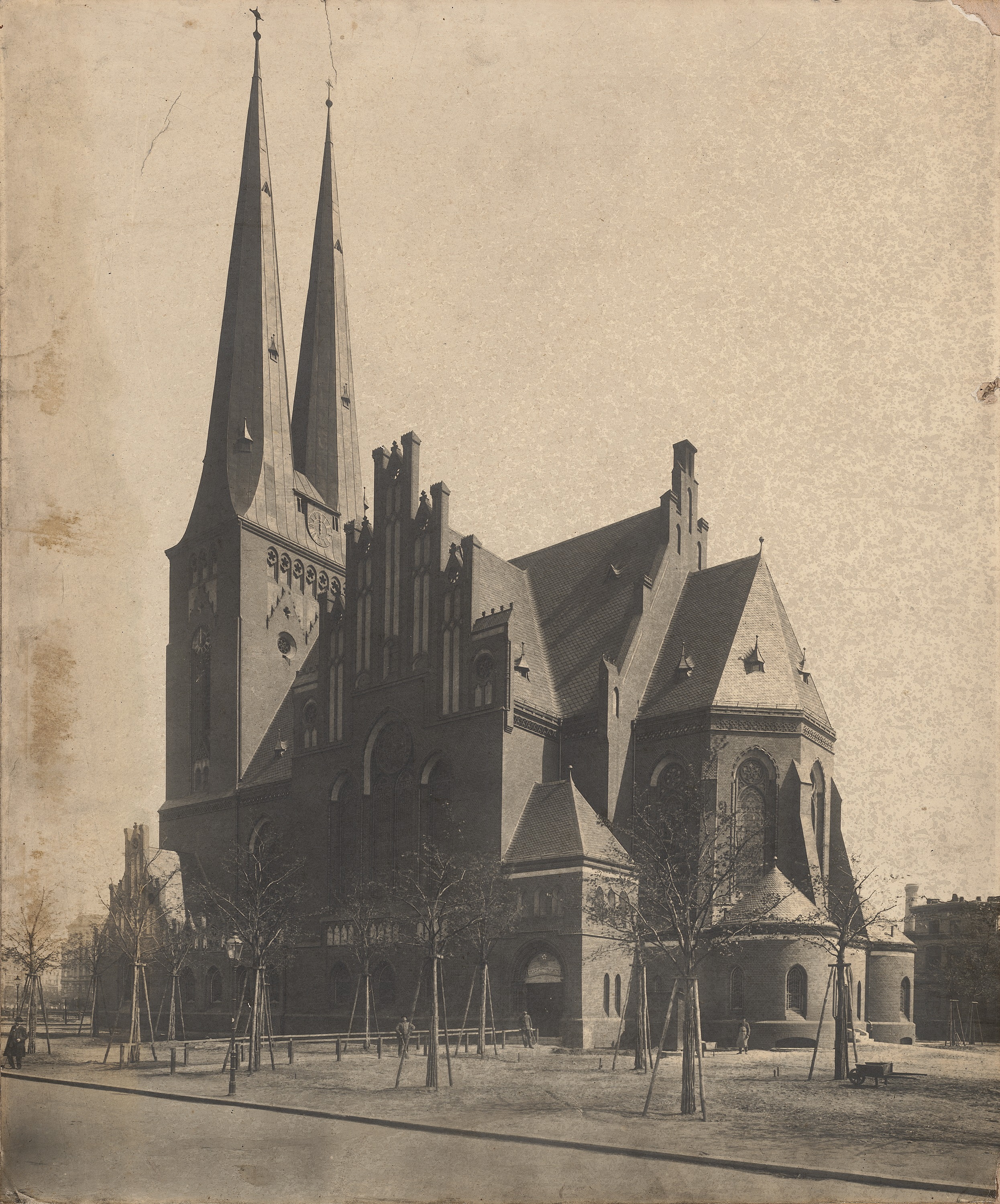
Die alte Melanchtonkirche am Urban wurde 1943 schwer beschädigt, 1944 zerstört

Das Grundstück an den Schlächterwiesen am Urbanhafen, im Eigentum der Stadt Berlin, wurde in historischen Plänen als Kirche oder Marktplatz ausgewiesen. Es lag in einer Sichtachse, die von Peter Joseph Lenné als wichtiges städtebauliches Element verwendet wurde. Sie verlief zwischen dem Südstern, wo später die Garnisonkirche errichtet wurde, und der St. Michael-Kirche. Am 16. Mai 1894 vereinbarten die Gemeinde der Heilig-Kreuz-Kirche, die Provinzialsynode und der Magistrat von Berlin, dass dort eine neue Kirche errichtet werden sollte. Das Grundstück blieb im Besitz der Stadt, Schirmherrin für den Kirchenbau war Kaiserin Auguste Viktoria. Das Vorhaben wurde vom Evangelischen Kirchenbauverein unterstützt. 1904–1906 entstand nach Plänen des Baurates Jürgen Kröger (* 1856; † 1928) eine Kirche in Stil märkischer Backsteingotik. Die Grundsteinlegung erfolgte am 30. September 1904, die Einweihung fand in Gegenwart des Kronprinzen am 6. Mai 1907 statt.
Am 15. September 1906 wurde die Melanchthongemeinde von der Gemeinde der Heilig-Kreuz-Kirche abgetrennt und selbstständig. Während des Zweiten Weltkriegs zerstörten im Jahr 1944 Brandbomben bei alliierten Luftangriffen das Kirchengebäude stark. Es wurde am 16. Oktober 1953 gesprengt und anschließend abgetragen, da die Stadt, der noch immer das Grundstück gehörte, das Klinikum Am Urban dort erweitern wollte. Viele noch nutzbare Bestandteile wurden bereits vorher ausgebaut und in Kirchen in ganz Berlin verwendet. Die Bibelausgabe, das Taufbecken und das von Kaiserin Auguste Viktoria gestiftete Abendmahlgeschirr aus der alten Kirche wurden ebenfalls gerettet und aufbewahrt.
Die heimatlose Kirchengemeinde nutzte viele Jahre gemeinsam mit anderen Gemeinden die ehemalige Garnisonkirche am Südstern. Für den Neubau wurde am 3. Juli 1954 der Grundstein gelegt. Der Architekt hatte zuerst einen Entwurf für ein Gebäude im Architekturstil des Historismus vorgelegt, die Gemeinde entschied sich jedoch für ein modernes Gemeindehaus. Die Einweihung fand am 20. März 1955 statt. Die aus der alten Kirche aufbewahrten Dinge wurden hier wiederverwendet. Zum 1. Mai 2013 fusionierte die Gemeinde mit denen von St. Jacobi und St. Simeon zur Evangelischen Kirchengemeinde in Kreuzberg-Mitte, was mit einer Prozession am 20. Mai 2013 feierlich besiegelt wurde. Seit 2014 ist das Abendmahlsgeschirr verschwunden, was dem um sich greifenden Buntmetalldiebstahl zugeschrieben wird. Zum 1. Januar 2022 fusionierte diese Gemeinde mit zwei benachbarten (St. Thomas und Emmaus-Ölberg) zur Evangelischen Kirchengemeinde Kreuzberg.

## Baubeschreibung

### Alte Melanchthonkirche am Urban
Die Hallenkirche in norddeutscher Backsteingotik besaß ein wuchtiges Westwerk, das mit zwei Turmhelmen abgeschlossen und 80 Meter hoch war. Der Grundriss der Kirche hatte die Form eines lateinischen Kreuzes. Das Kirchengestühl bot einschließlich der beiden Seitenschiffe und drei Emporen insgesamt 1250 Gläubigen Platz. Ein Wimperg mit Dreipass bekrönte das Portal, dessen Gewände die beiden Eingangstüren begrenzte. Die Gewände der Bogenfenster liefen leicht spitz zu. An das Langhaus mit einer Länge von 51 Metern schloss sich der polygonale Chor an. Er wurde eingefasst von einem Kranz aus Kapellen. Im Westwerk befanden sich drei Bronzeglocken. Das Innere der Kirche war kunstvoll ausgemalt.

### Neue Melanchthonkirche am Planufer
Ursprünglich sollte der Neubau lediglich als Gemeindehaus dienen, weil die Gemeinde in den 1960er Jahren in der Graefestraße zusätzlich zu einem zweiten Gemeindezentrum eine Kirche bauen wollte. Zum Bau einer Kirche kam es wegen der finanziellen Situation und der stetig sinkenden Zahl der Gemeindemitglieder nicht mehr. Das Gebäude am Planufer steht in der Straßenfront und wird durch einen einfachen, kubischen Glockenturm hervorgehoben. In seiner Glockenstube hängt seit 1955 ein Geläut aus drei Bronzeglocken, das von Friedrich Wilhelm Schilling hergestellt wurde, von dem bereits die Glocken der alten Kirche stammten.
| Schlagton | Gewicht (kg) | Durchmesser (cm) | Höhe (cm) | Inschrift |
| --------- | ------------ | ---------------- | --------- | --------- |
| d"        | 230          | 68               | 59        | GLAUBE.   |
| f"        | 140          | 59               | 50        | HOFFNUNG. |
| g"        | 090          | 52               | 45        | LIEBE.    |

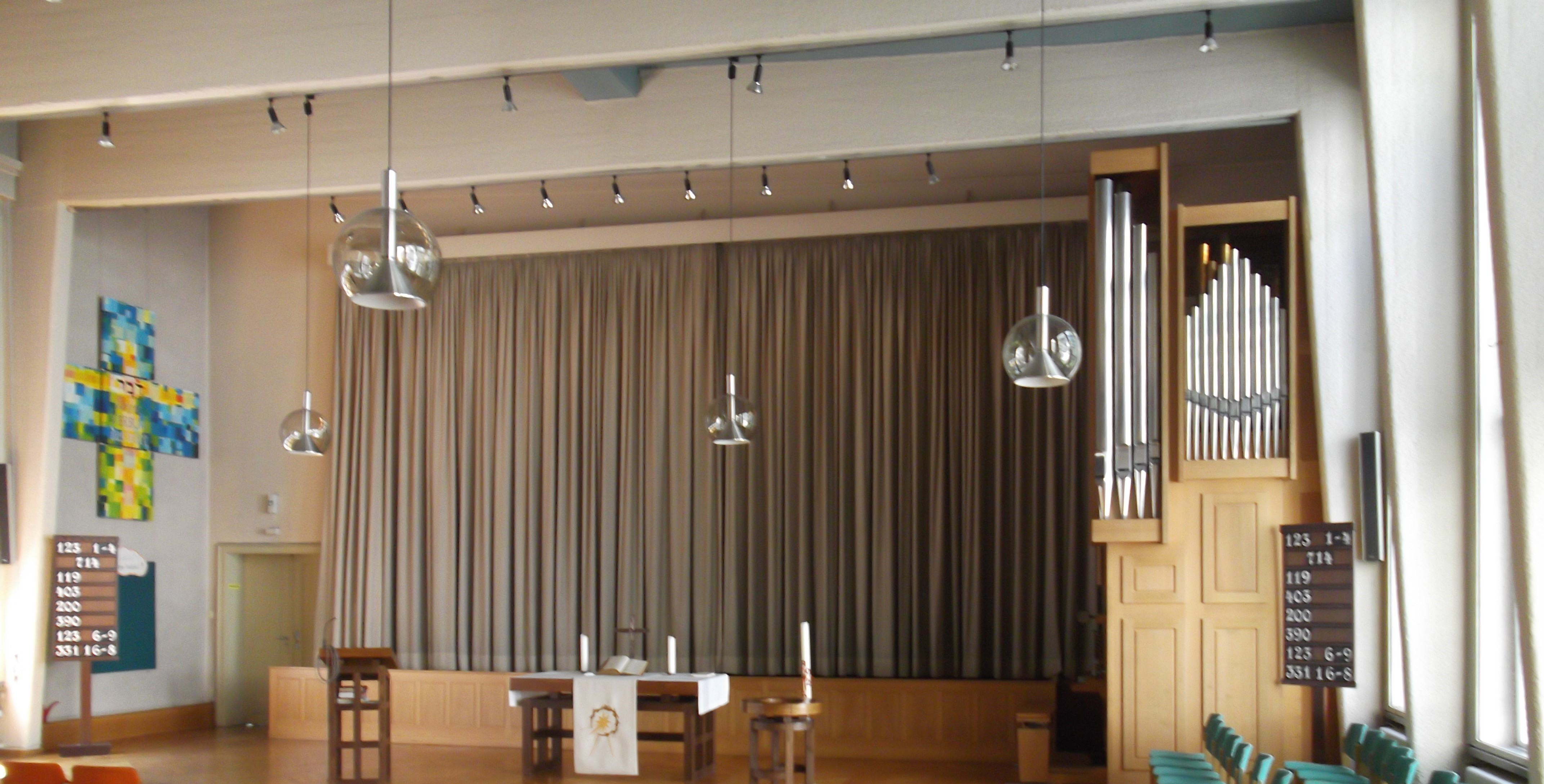
Blick auf den Altarraum mit Orgel

Der Kirchsaal im ersten Obergeschoss ist mit über 300 Plätzen flexibel nutzbar und verfügt über eine Bühne. Ein turmartiger Erweiterungsbau von 1973 bis 1974 nach Plänen des Architekten Reinhold Barwich auf dem rückwärtigen Teil des Grundstücks, der mit dem vorhandenen Bau verbunden ist, enthält zusätzliche Räume für den Kindergarten und Jugendtreffs.